# Sergei Mironowitsch Kirow

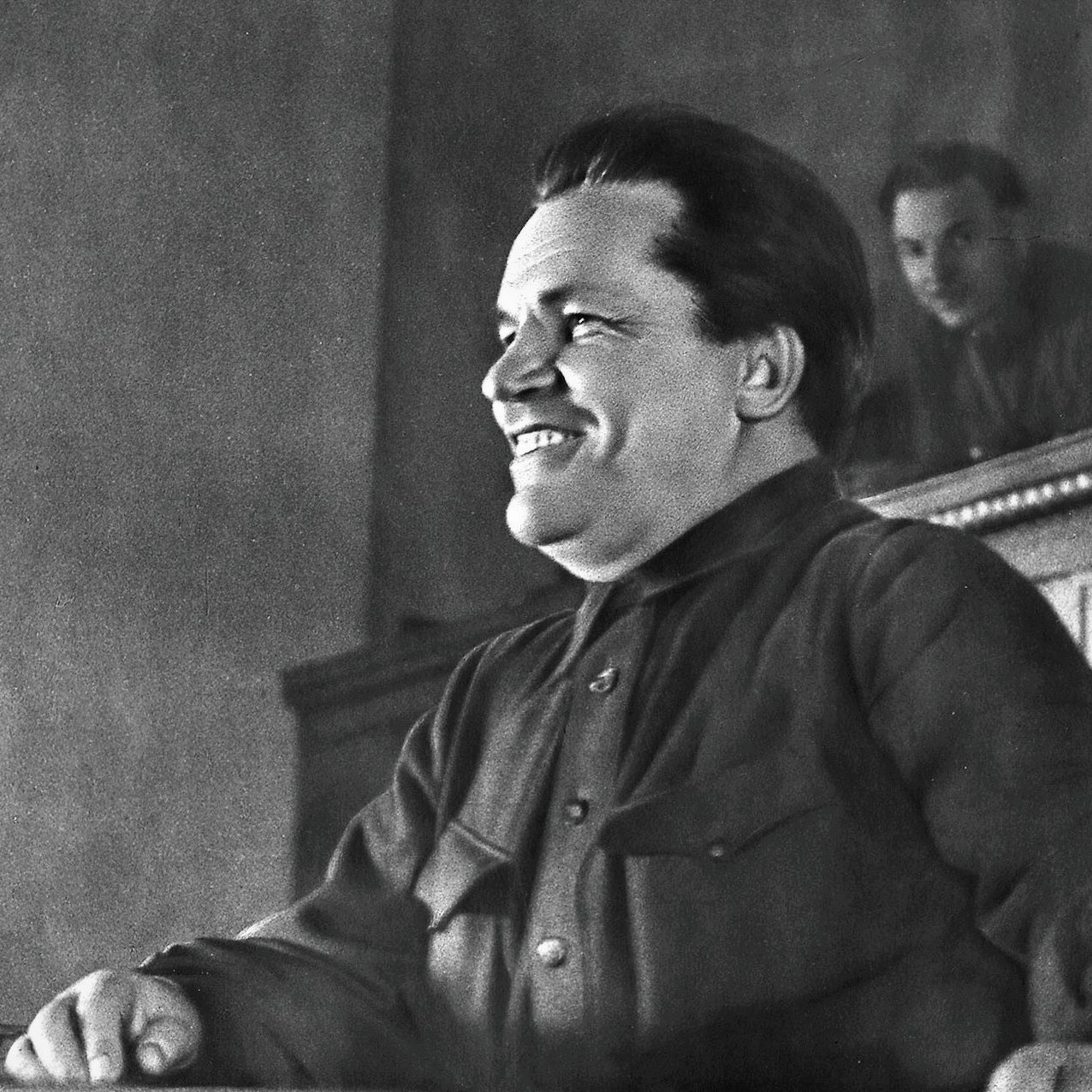
Sergei Kirow auf dem 17. Parteitag, Januar 1934

Sergei Mironowitsch Kirow, eigentlich Kostrikow (russisch Сергей Миронович Киров, wiss. Transliteration Sergej Mironovič Kirov; * 15. Märzjul. / 27. März 1886greg. in Urschum im Gouvernement Wjatka; † 1. Dezember 1934 in Leningrad), war ein bedeutender sowjetischer Staats- und Parteifunktionär. Er galt als Gefolgsmann Stalins. Im Alter von 48 Jahren wurde er unter bis heute ungeklärten Umständen von einem Attentäter erschossen.

## Leben

### Frühe Jahre
Kirow entstammte einer armen Familie mit sieben Kindern, von denen vier jung verstarben. Nachdem sein Vater, ein Alkoholiker, die Familie verlassen hatte und die Mutter 1893 an Tuberkulose gestorben war, wurde er zunächst von seiner Großmutter aufgezogen und wuchs später in einem Waisenhaus auf. Nach einem erfolgreichen Realschulabschluss wurde er 1901 in die Gewerbeschule der tatarischen Stadt Kasan aufgenommen. Dort lernte er zum ersten Mal die revolutionäre Ideologie kennen. Nachdem er die Gewerbeschule mit Erfolg abgeschlossen hatte, ging er 1904 nach Tomsk, wo er vorhatte, sich an der Staatsuniversität immatrikulieren zu lassen. Diese Pläne gab er jedoch schnell auf, weil er im selben Jahr in die Sozialdemokratische Arbeiterpartei Russlands (SDAPR) eintrat und sich seitdem nur auf die illegale Tätigkeit eines Berufsrevolutionärs konzentrierte.
Kirow nahm an der Russischen Revolution von 1905 teil und wurde im Februar 1905 erstmals verhaftet. Nachdem er kurze Zeit später freigelassen worden war, schloss er sich den Bolschewiken an. Wegen Verbreitung illegaler Literatur wurde er 1906 zu drei Jahren Gefängnis verurteilt. Nach der Verbüßung der Haftstrafe verließ er Tomsk und ging in den Kaukasus. Seit Herbst 1909 arbeitete er in der Redaktion der Kadetten-Zeitung Terek in der Stadt Wladikawkas. In dieser Zeit änderte er seinen Namen von Kostrikow zu Kirow und hegte offensichtliche Sympathien für die gemäßigten Sozialdemokraten. In mehreren Artikeln, die nach dem Sturz des Zarismus und der Abdankung von Zar Nikolaus II. erschienen, erwies sich Kirow als Verehrer von Alexander Kerenski, dem Leiter der Übergangsregierung zwischen Februar- und Oktoberrevolution.

### Oktoberrevolution
Im Oktober 1917 nahm Kirow als Abgeordneter des Wladikawkaser Rates an den Sitzungen des II. Allrussischen Kongresses der Arbeiter- und Bauernräte teil, wo er anfangs versuchte, die Interessen der Menschewiki zu vertreten. Nach der erfolgreich verlaufenen Oktoberrevolution begann Kirow, seine Orientierung zu ändern. Als er zurück in Wladikawkas war, wurde er Mitglied eines sogenannten „sozialistischen Blocks“, der die Menschewiki, Bolschewiki, Volkssozialisten und Sozial-Revolutionäre in seinen Reihen vereinigte.
Als im März 1918 auf dem II. Kongress der Völker der Oblast Terek die kurzlebige sowjetische Volksrepublik Terek ausgerufen wurde, wurde Kirow weder Mitglied darin noch im bolschewistischen Komitee der Stadt Wladikawkas. Es gibt Zeugnisse, dass Kirow bis 1919 gar kein offizielles Mitglied der bolschewistischen Partei war, sondern erst in Astrachan während der Umtauschaktion von Parteimitgliedsbüchern in sie aufgenommen wurde. Trotzdem wurde Kirow als Vertreter des Rates der Volkskommissare von Terek nach Moskau entsandt, um die benötigten Transporte von Waffen und Hilfsgütern zu organisieren.

### Parteikarriere

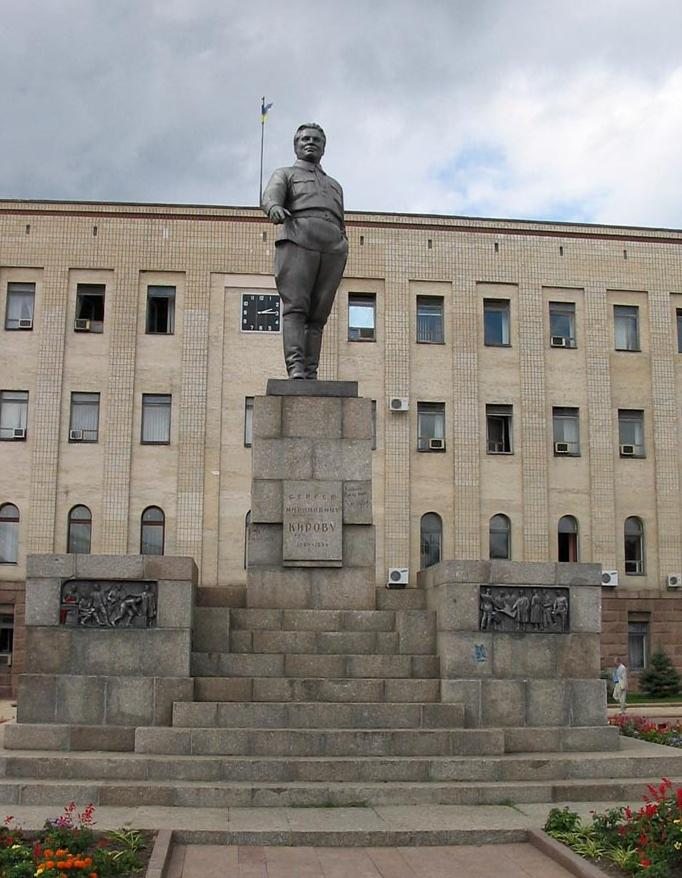
Das 2014 demontierte Kirow-Denkmal in Kropywnyzkyj, dem ehemaligen Kirowohrad

Seit Januar 1919 befand sich Kirow ununterbrochen in Astrachan. Die Macht im nordkaukasischen Gebiet befand sich damals ganz in den Händen des Vorsitzenden des Revolutionären Militärrates Schljapnikow, der in den 1920er Jahren ein führender Vertreter der Arbeiteropposition wurde. Kirows Aufstieg begann erst nach der Absetzung Schljapnikows im Frühling 1919. Sein Nachfolger wurde Konstantin Mechonoschin, der Kirow zum Leiter des provisorischen militärrevolutionären Komitees ernannt hatte. In dieser Funktion ließ Kirow hochrangige christliche Würdenträger verhaften und erschießen, darunter den Astrachaner Erzbischof Mitrofan (1869–1919), der 2001 heiliggesprochen wurde. Zudem war er für die blutige Niederschlagung eines Arbeiterstreiks im von den Truppen der Weißen Armee bedrohten Astrachan im März 1919 verantwortlich. Insgesamt wurden bis zu 1500 unbewaffnete Menschen als angebliche „weißgardistische Spione“ verhaftet und ohne Gerichtsverfahren erschossen. Im April 1920 wurde Kirow Mitglied des Stabs und des Militärrevolutionären Rates der 11. Roten Armee. Er war für mehrere „Säuberungsaktionen“ gegen angebliche Revolutionsfeinde im Terek-Gebiet verantwortlich. Durch sein rüdes Vorgehen erwarb er sich bei den von ihm Verfolgten den Titel „Schlächter vom Kaukasus“. 1920–1921 war Kirow zusammen mit Anastas Mikojan und Grigori Ordschonikidse einer der Organisatoren und Leiter der Invasion Aserbaidschans durch die Rote Armee. Im Oktober 1920 leitete er die sowjetische Delegation bei den Gesprächen in Riga über einen Friedensvertrag mit Polen zur Beendigung des Polnisch-Sowjetischen Krieges.
Vom Juni bis September 1920 war Kirow bevollmächtigter Vertreter Sowjetrusslands in Georgien, wo er die Möglichkeiten auslotete, die dortige demokratisch-liberale Regierung zu entmachten. Nach einem von ihm und Ordschonikidse verfassten Bericht Anfang 1921 traf das ZK der bolschewistischen Partei die Entscheidung, Georgien zu besetzen. Während des 10. Parteitages der Russländischen Kommunistischen Partei (der Bolschewiki), kurz RKP(b), wurde Kirow zum Kandidaten des ZK der Partei gewählt. Bereits seit Oktober 1920 war er Mitglied des Kaukasus-Büros der kommunistischen Partei. Im April 1921 leitete er die Arbeit der konstituierenden Versammlung, die beschlossen hatte, eine autonome Republik der Bergvölker des Kaukasus zu gründen.
Im Juli 1921 wurde Kirow Sekretär der Parteiorganisation in Aserbaidschan. Seine Hauptaufgabe war, die vom Bürgerkrieg stark in Mitleidenschaft gezogene Ölförderung im Gebiet Baku wieder aufzubauen und die Produktion von durch Bolschewiki enteigneten Betrieben auf das Vorkriegsniveau zu bringen. Seit 1923 war Kirow Mitglied des ZK der RKP(b). Er war einer der Gründer der Transkaukasischen Sozialistischen Föderativen Sowjetrepublik, die drei Länder (Georgien, Armenien, Aserbaidschan) umfasste und am 30. Dezember 1922 Teil der neu gegründeten Sowjetunion wurde.
Im Februar 1926 wurde er zum Ersten Sekretär der Leningrader Parteiorganisation und des Nord-West-Büros des ZK der bolschewistischen Partei ernannt, die nun offiziell Allunions-Kommunistische Partei (der Bolschewiki), kurz WKP(b), hieß. Gleichzeitig wurde er zum Kandidaten des Politbüros gewählt. Kirows Hauptaufgabe war, die durch den XIV. Parteitag des WKP(b) entmachteten Grigori Sinowjew, Lew Kamenew und ihre Anhänger, die besonders stark im Leningrader Parteikomitee vertreten waren, zu bekämpfen und einen dem neuen starken Mann Josef Stalin treu ergebenen Parteikader „zu erziehen“.
Kirow erwies sich als ein Hardliner und großer Anhänger Stalins. Er unterstützte ihn besonders in der Kampagne der Entkulakisierung, in der äußerst brutale Vorgehensweisen gegen die Bauern angewendet wurden. Gemeinsam mit Stalin und Woroschilow beaufsichtigte er den Bau des Weißmeer-Ostsee-Kanals, wobei er für die verstärkte Einsetzung von Gefangenen eintrat, die unter unmenschlichen Bedingungen zu Tausenden bei diesem Vorhaben starben. Er leistete seinen Beitrag zu zahllosen „Entlarvungen“ von angeblichen „Staatsfeinden“. Auf seine Anordnung hin wurden innerhalb weniger Monate mehrere tausend „sozial fremde Elemente“ aus Leningrad in die entlegenen Gegenden der Sowjetunion zwangsumgesiedelt.
In den 1930er Jahren wurde Kirow sowohl bei den Parteigenossen als auch beim Volk zunehmend populärer. Seit 1930 war er Mitglied des Politbüros und gehörte somit zum höchsten Machtgremium der bolschewistischen Partei und des sowjetischen Staates. Jedoch blieb die Rolle Kirows auf Leningrad und den Nordwesten der Sowjetunion beschränkt. Aus den Protokollen der Politbürositzungen geht hervor, dass Kirow sehr selten an diesen teilnahm und sich meistens durch seinen Vize Andrei Schdanow vertreten ließ. Bei der geheimen Wahl zum Zentralkomitee auf dem XVII. Parteitag der KPdSU 1934 stimmten 292 Delegierte gegen Stalin und nur drei gegen Kirow, eine Demütigung für Stalin.
Es wird häufig behauptet, dass zwischen Kirow und Stalin während des XVII. Parteitages oder kurz danach Spannungen aufgetreten seien. Während des Parteitages hatte Kirow Stalin jedoch als „den größten Strategen der Bewegung zur Befreiung von Werktätigen“ und als „den besten Steuermann unseres großen sozialistischen Landes“ bezeichnet.

### Ermordung und Nachwirkung
Am 1. Dezember 1934 wurde Kirow von Leonid Nikolajew an seinem Arbeitsplatz im Smolny-Institut in Leningrad durch einen Kopfschuss getötet. Die Hintergründe des Attentats waren lange Zeit umstritten.
Der Mord an Kirow war einer der Anlässe für die in den Jahren 1936 bis 1939 folgenden Verhaftungen, die Stalinschen Säuberungen, die öffentlichen Schauprozesse und die Moskauer Prozesse, in denen hohe sowjetische Partei- und Staatsfunktionäre als angebliche Hintermänner im Mordfall Kirow, wegen ihrer Beziehungen zur Opposition Trotzkis und angeblicher terroristischer staatsfeindlicher Aktivitäten angeklagt wurden. Als „Beweise“ hierfür dienten vom NKWD durch Folter erpresste Geständnisse der Angeklagten.
Stalins Nachfolger Chruschtschow verwies in seiner Geheimrede 1956 darauf, dass „nach der verbrecherischen Ermordung S. M. Kirows“ Massenrepressalien begannen. Chruschtschow machte Andeutungen über eine Beteiligung Stalins, indem er „äußerst verdächtige Umstände“ schilderte. 1937 seien dann leitende Mitarbeiter des Leningrader NKWD erschossen worden: „Man darf vermuten, daß sie erschossen wurden, um die Spuren der Organisatoren des Mordes an Kirow zu verwischen.“
Bewiesen ist das nicht, aber die „Gerüchte über eine direkte Beteiligung Stalins sind von der sowjetischen Führung niemals ausdrücklich zurückgewiesen worden“, so der US-Diplomat George F. Kennan.

## Ehrungen

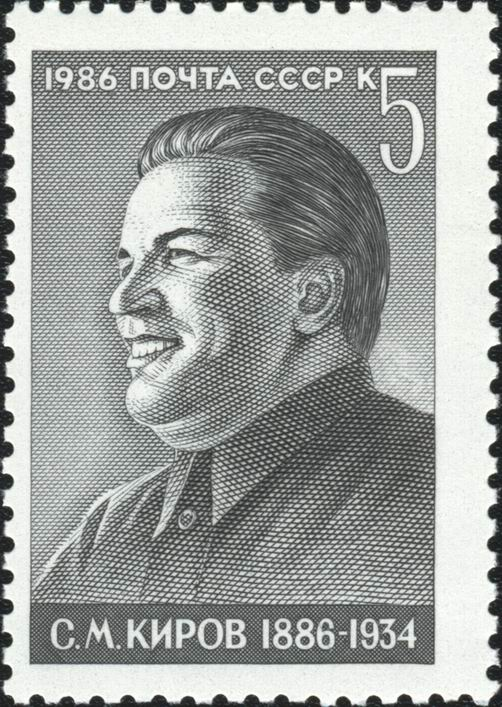
Sowjetische Briefmarke, die anlässlich von Kirows 100. Geburtstag 1986 herausgegeben wurde

- Kirow wurde mit dem Rotbannerorden und dem Leninorden ausgezeichnet.
- Nach dem Tod Kirows wurde seine Urne an der Kremlmauer in Moskau beigesetzt.
- 1934 wurde nach Kirow die Stadt Wjatka in Kirow umbenannt, 1935 das Leningrader Opernhaus Mariinski-Theater in Kirow-Theater. Die Ballettkompagnie dieses Theaters verwendet auch heute, nach der Rückbenennung des Theaters, noch den Namen Kirow-Ballett.
- 1934 wurde die ukrainische Stadt Jelisawetgrad (von 1924 bis 1934: Sinowjewsk) in Kirowo und anschließend Kirowograd/Kirowohrad umbenannt. Den Namen trug die Stadt bis zur Umbenennung in Kropywnyzkyj im Juli 2016.
- 1934 wurde die 1929 gegründete Stadt Chibinogorsk (Oblast Murmansk) in Kirowsk umbenannt und heißt noch heute so.
- Zwischen 1935 und 1989 trug die Stadt Gäncä in Aserbaidschan ihm zu Ehren den Namen Kirowabad.
- Wanadsor, die heute drittgrößte Stadt Armeniens, trug von 1935 bis 1991 den Namen Kirowakan.
- In der DDR wurde ein Leipziger Maschinenbaubetrieb nach Kirow benannt. Der Name wurde als Marke für Eisenbahnkräne so bekannt, dass sich der Betrieb auch nach der Wende 1989 bis zum heutigen Tag Kirow nennt. Die fortdauernde Benennung einer deutschen Firma nach einem Gefolgsmann Stalins dürfte einmalig sein.
- Seit 1979 trug die 2. Polytechnische Oberschule im Ost-Berliner Stadtteil Marzahn den Namen Kirows.
- Die Kaspische Rotbanner-Offiziershochschule der Seestreitkräfte S.M. Kirow trug seinen Namen.
- Die sowjetische Marine benannte die ab Mitte der 1930er Jahre gebauten Kreuzer der Kirow-Klasse nach ihm, ebenso wurde ab 1980 das Typschiff einer neuen Klasse von Atomkreuzern nach Kirow benannt.
- Der Hauptplatz der Stadt Irkutsk in Sibirien ist bis heute nach Kirow benannt (сквер им. Кирова)
- Die kasachische Al-Farabi-Universität trug zwischen 1934 und 1991 ihm zu Ehren den Namen Kasachische Staatliche Kirow-Universität